# NGC 3203
NGC 3203 (другие обозначения — ESO 500-24, MCG -4-25-2, PGC 30177) — галактика в созвездии Гидра.
Этот объект входит в число перечисленных в оригинальной редакции «Нового общего каталога».
Межзвёздный газ в галактике вращается в противоположном направлении.